# Kwiaty zła

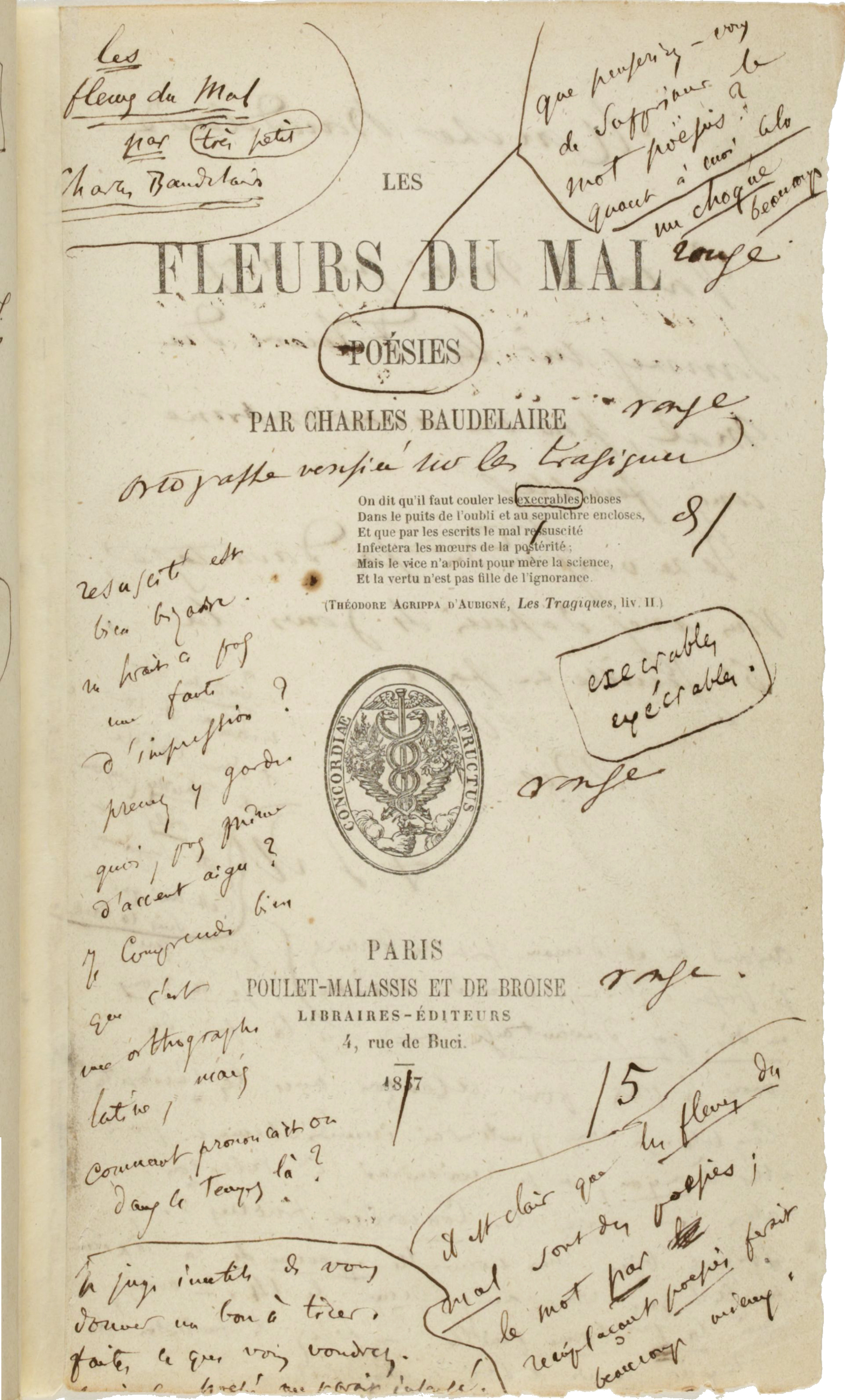
Strona tytułowa pierwszego wydania z adnotacjami autora

Kwiaty zła (fr. Les Fleurs du mal) – tom poetycki Charles’a Baudelaire’a wydany w 1857 w Paryżu w wydawnictwie „Poulet-Malassis et de Broise”.
Od 1845 Baudelaire zapowiadał wydanie zbioru wierszy pod nazwą Lesbijki (Les Lesbiennes), później miał on nosić tytuł Otchłań (Les Limbes) i opisywać siedem grzechów głównych, którymi rządzi Nuda, co zapowiada pierwszy wiersz zbioru – Do czytelnika. Zbiór, dedykowany Théophile'owi Gautierowi, dzieli się na sześć części, pogrupowanych tematycznie:
- Spleen i ideał
- Obrazy paryskie
- Wino
- Kwiaty zła
- Bunt
- Śmierć

Bezpośrednio po wydaniu Kwiatów zła przeciwko autorowi wytoczono proces o obrazę dobrych obyczajów dotyczący 13 ze 100 wierszy. W wyniku procesu Baudelaire musiał zapłacić grzywnę 300 franków (zmniejszoną później do 50 franków) i usunąć sześć wierszy. W drugim wydaniu (1861) autor pominął zakazane sześć wierszy, dodał 32 wiersze i nową część Obrazy paryskie. W trzecim, pośmiertnym wydaniu (1868) z przedmową poety Théophile’a Gautiera, przywrócono zakazane wiersze i dodano 25 wierszy, w tym zawartość zbioru Épaves (Szczątki), wydanego w Brukseli w 1868.
Na język polski Kwiaty zła (także jako Kwiaty grzechu) przekładali m.in. Antoni Lange i Zofia Trzeszczkowska (Kwiaty grzechu, 1894), Wiktor Gomulicki, Stanisław Korab-Brzozowski, Czesław Jastrzębiec-Kozłowski, Bohdan Wydżga, Marian Piechal, Bronisława Ostrowska (kilka wierszy), Krzysztof Jeleń, Marcin Ciura.